# Джордж Хауърд
Джордж Хауърд (((en))) (роден през 1956) е американски саксофонист, роден през 1956 година във Филаделфия, САЩ.
Той се нарежда сред най-популярните джаз музиканти през 1980-е и 1990-е години, като умело съчетава елементи от фънк, джаз и r&b. Записва 14 албума до своята неочаквана смърт на 20 март 1998 г.

## Биография
Музикалната кариера на Хауърд започва в родния му град Филаделфия, участвайки в различни „сешъни“. Неговият по-голям пробив идва с поканата за турне от страна на Грувър Уошингтън младши през 1979 г. Тази му изява му помага за подписване на договор с Palo Alto Records, и така издава първия си албум с името Asphalt Garden. С третия си албум, Dancing In The Sun, той достига до върха на джаз класациите. Музикантът подписва нов контракт с MCA Records с които издава следващите си четири албума, а по-късно и с лейбъла GRP, където затвърждава името си на звезда в света на джаза.
Въпреки че е недооценен от джаз критиката, Джордж Хауърд оказва влияние на много от съвременните джаз изпълнители и спомага за определянето на стила, наричан смуут джаз.

## Дискография
- 1982 Asphalt Gardens (Palo Alto Records)
- 1984 Steppin' Out (Palo Alto)
- 1985 Dancing in the Sun (Palo Alto)
- 1986 Love Will Follow (Palo Alto)
- 1986 A Nice Place to Be (MCA Records)
- 1988 Reflections (MCA)
- 1989 Personal (MCA)
- 1991 Love and Understanding (GRP Records)
- 1992 Do I Ever Cross Your Mind? (GRP)
- 1993 When Summer Comes (GRP)
- 1994 A Home Far Away (GRP)
- 1996 Attitude Adjustment (GRP)
- 1998 Midnight Mood (GRP)
- 1998 There's a Riot Goin' On (Blue Note Records)